# Мацияускас, Антанас

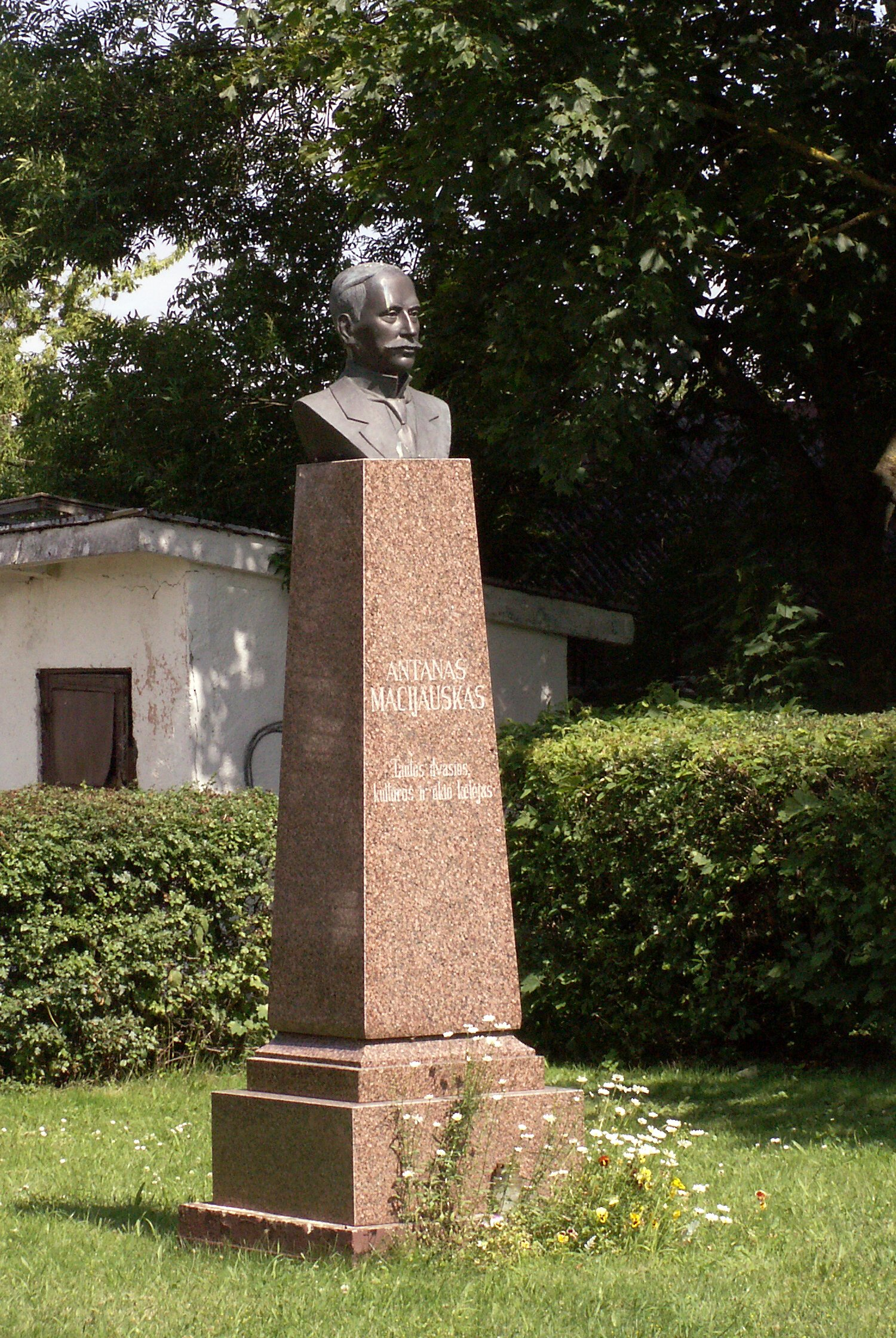
Памятник в Пабирже

Анта́нас Мация́ускас, Мацеяускас (лит. Antanas Macijauskas, Maciejauskas; 18 (30 марта 1874, Пасвалечяй, Поневежский уезд —28 марта 1950, Дауменая, Биржайский район) — литовский общественный деятель, публицист, переводчик, издатель; инженер по образованию.

## Ранние годы
Учился в гимназии в Паневежисе и в Великих Луках, затем в Петербургском технологическом институте (1893—1898). Втянулся в литовскую общественную патриотическую деятельность. Писал статьи в нелегально издаваемые и распространяемые литовские издания «Варпас», «Укининкас» и других.
Служил инженером на железной дороге Москва — Петербург. В 1902—1913 годах жил в Риге. Был одним из основателей Литовского общества музыки и песни «Канклес» («Kanklės», 1903) и литовской газеты «Ригос гарсас» («Rygos garsas», 1909), учредителем первых литовских книжных магазинов в Риге и Каунасе. Был делегатом Великого Вильнюсского сейма (лит. Didysis Vilniaus Seimas) 4—5 декабря 1905 года.
Перевёл, пересказал и написал около тридцати книг различного содержания.

## Первая литовская карта
В 1900 году подготовил и издал тиражом в 2000 экземпляров (отпечатана на картографической фабрике Ильина в Петербурге) карту «Литовско-латышского края» с литовскими названиями латинским шрифтом. Она считается первой литовской картой (первой картой на литовском языке). Спустя восемь месяцев карта была запрещена к распространению, а оставшаяся нераспространённой часть тиража (свыше 1100 экземпляров) была в конце ноября 1900 года конфискована, поскольку с 1864 года издания на литовском языке латинским шрифтом были запрещены.
Мацияускас потребовал возместить убытки за незаконную конфискацию. Аргументы его адвоката А. И. Каминки сводились к тому, что
- по закону издание можно запретить до его выхода в свет, а карта вышла легально, пройдя предварительную цензуру;
- решение о запрете легально выпущенного издания может принять Совет Главного управления по печати, а не начальник управления, поэтому его приказ является незаконным;
- секретные циркуляры и устные распоряжения, к тому же отданные в условиях особого положения, не имеют законной силы, поскольку не были опубликованы, а особое положение отменено.

Дело было в конце концов выиграно; считается, что сам процесс и опубликованные в 1903 году материалы дела приблизили отмену запрета литовской печати латинским шрифтом (7 мая 1904 года).

## «Lengvutė Lietuvos istorija»

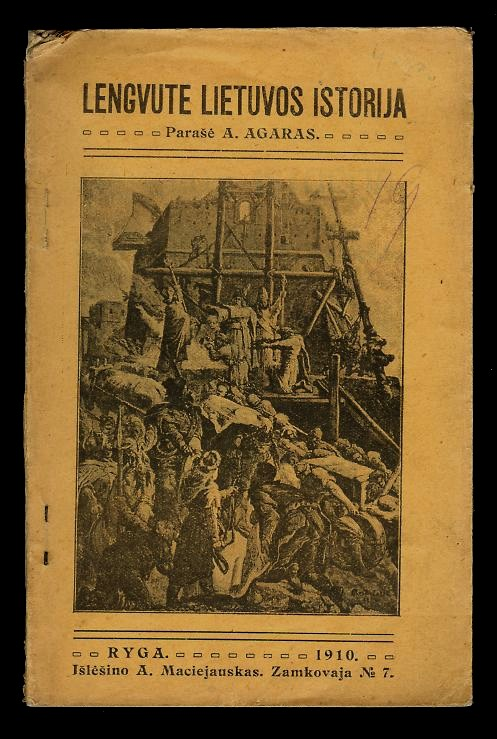
Обложка

Когда Литовское научное общество («Lietuvių mokslo draugija») объявило конкурс на учебник литовской литературы, послал свою рукопись. Конкурс был объявлен не состоявшимся, поскольку на конкурс было представлено всего две рукописи и третье издание «Рассказов о литовской истории» Майрониса.
Однако Мацияускас под псевдонимом A. Agaras издал в Риге свою книгу под названием «Лёгкая история Литвы» («Lengvutė Lietuvos istorija»). Небольшая по объёму, она охватывает почти все периоды литовской истории до революции 1905 года, в изложении следует династическому принципу. Мацияускас в ней представлен как один из выдающихся деятелей культуры, популяризатор науки, автор брошюр. Книге был оказан неблагоприятный приём.
Книга содержит краткие сведения по литовской истории, этнографии и мифологии. В начале некоторых глав даны куплеты из литовских народных песен.

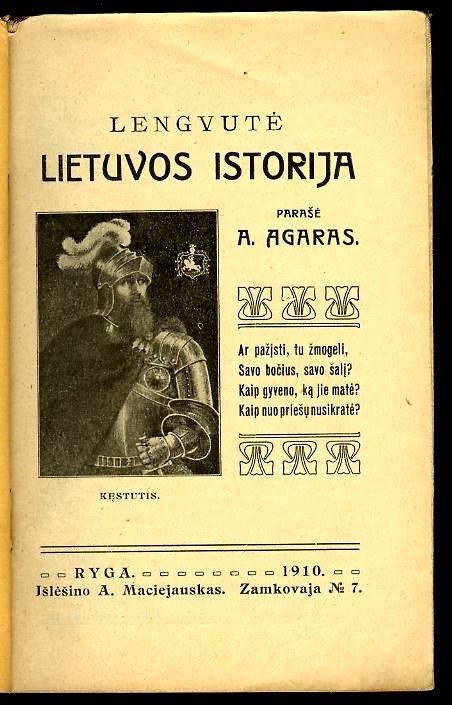
Титульный лист

Во вступлении к книге рассказывается о происхождении человека, о том, что люди являются выходцами из Средней Азии, а точнее из Ирана. Далее статьи посвящаются таким народностям, как пруссы, латгалы, земгалы и т. д. Отдельная статья посвящена верованиям древних балтов.
Множество разделов книги о наиболее известных литовских правителях. Занимательны статьи о таких литовских властителях, как Миндовг (Миндаугас), Гедимин (Гедиминас), Ольгерд (Альгирдас) и Витовт (Витаутас). Вкратце описываются заслуги и годы правления этих и некоторых других князей. Статьи снабжены чёрно-белыми портретами.

## Поздние годы
В 1912 году был принят в Литовское научное общество («Lietuvių mokslo draugija») .
После провозглашения независимости Литвы (1918) был руководил Технической инспекцией строительных работ.